# ケレンの戦い
ケレンの戦い（イタリア語: Battaglia di Cheren, 英語: Battle of Keren）とは、第二次世界大戦の東アフリカ戦線中の1941年2月3日から3月27日まで、イタリア領東アフリカ（エリトリア行政区域）のケレンにて展開されたイタリア王国と連合国の戦闘である。王立イタリア軍はイギリス軍（主に英領スーダンと英領インドの部隊）と自由フランス軍に対しその地の防衛に当たった。ケレンの街は両軍にとって戦術的重要性があり、そこを通る道路と鉄道は、戦闘後イギリスに降伏したアスマラ（イタリア領エリトリアの首都）や紅海に面する港湾都市マッサワへの主要なルートであった。

## 背景

### エリトリア
1885年のイタリアによる植民地化以来、イタリア領エリトリアは第一次・第二次エチオピア戦争にてエチオピア帝国侵攻のための足掛かりとして利用された。1935年に2度目の侵攻が始まり、翌年にエチオピアは陥落した。エチオピア、イタリア領ソマリランド、そしてエリトリアは、イタリア植民地帝国の一部であるイタリア領東アフリカを形成するため結合された。1940年6月10日のイタリアによる宣戦布告後、同国の独裁者ベニート・ムッソリーニはイギリス領ソマリランドや、イギリス・エジプト領スーダン、イギリス領ケニアの国境にある街を占領するよう軍に命じた。
エリトリアには3種の気候帯があり、東部では砂原と低木林の海岸地域が16km〜32km内陸に連続しており、標高は最高500m、年間の多くは高温多湿で6月、9月、10月が最も暑い。マッサワでの平均気温は31度であり、夏季には日陰でも49度に達しうる。雨の多くは夏季のモンスーンの時期に、冬季にも時折降る。断崖や峡谷での気候は、冬季に降水がある海岸付近を除いて、夏季のモンスーン雨のみがある温暖なものである。
5月は最も暑い時期である。高原に向かって標高は1800mにまで険しく上昇し、3000m近くの山もあるなか、西へ向かうにつれ下り坂になる。6月から9月にはモンスーン期、4月と5月には少量の雨がありその気温は低い。11月から4月の乾季に気温は最も高くなり、2600m以上では亜高山帯の気温である。高い標高はエチオピア北部にかけて続き、そこでは山や渓谷が理想的な防御地形を形成する。

### 中東司令部
イギリス軍は1941年2月上旬までに、スーダンに2個師団以上、ケニアに3個師団の兵力を増強することで対応した。ウィリアム・プラット中将率いるスーダンを拠点とする軍はアーチボルド・ウェーヴェル将軍　(イギリス中東軍最高司令官) 指揮の下、1月18日にカッサラを通りエリトリアに侵攻、2月1日までにはさらに約160km東にあるアゴルダトを占拠した。

### イタリアによるスーダン侵攻
1940年7月4日、イタリア領東アフリカと1,600kmの国境で接していたイギリス・エジプト領スーダンは、エリトリアからの6500名ものイタリア兵により侵攻され、イタリア軍はイギリス側に死者43名、負傷者114名を出させた後にカッサラの鉄道連絡駅に進軍し、スーダン防衛軍320名と地元警察を退却させた。イタリア軍はまた、カッサラの南約320キロのメテンマから国境を越えたところにあるガラバトの小砦のスーダン防衛軍東アラブ部隊第3中隊の1個小隊を追い出し、青ナイル川のカイサーン、クルムクなどの村々を占拠した。燃料不足のため、イタリア軍はそこからスーダンにそれ以上進軍することはなかった。彼らは対戦車防御や機関銃座とともに要塞化を進め、後には旅団規模の守備隊を設置した。イタリア兵らは、現地民の間に強い反英感情がないことに失望した。

## 序幕

### ケレン周辺の地理
ケレンは要塞化されていなかったが、急勾配の花崗岩でできた山々と険しい尾根にその多くの側面を囲まれ、高地の防衛部隊に確かな強みを与えた。その山岳地帯の支配はイタリアの砲兵隊に完璧な射弾観測を提供した。アゴルダトからケレンへの道路と鉄道が通る北緯15度45分34秒 東経38度25分16.8秒 / 北緯15.75944度 東経38.421333度にある狭隘なドンゴラース峡谷は、東側にゼバン山とファレストー山の山塊があり、その上の北緯15度45分14.9秒 東経38度25分30.6秒 / 北緯15.754139度 東経38.425167度にドロゴロドク要塞　(Fort Dologorodoc) の堂々とした防御があった。峡谷の反対側は、Brig's Peak、Hog's Back、Flat Topといった派生的な山頂の鞍部とともにサンチル山の山塊により見晴らされ、それらがサンマナ山に向かい北西に伸びている。サンチル山南西の山の地物の前には、キャメロン・リッジとして知られるようになったfeature 1616という二次的な尾根があり、アスキデラ渓谷と鉄道を見下ろす。

### 北部戦線
1940年9月上旬には第5インド人歩兵師団がスーダンに到着し始め、第29インド人歩兵旅団はスーダン港防衛のため紅海沿岸に配備された。カッサラ南西の第9インド人歩兵旅団とウィリアム・スリムの第10インド人歩兵旅団は、ゴズ・レゲブ　(Goz Regeb) からガラバトまでの320キロの戦線でイタリアによるハルツーム攻撃から阻止するため師団本部とともにガダーレフに派遣された。10月16日にはイタリア領急襲とその進軍を遅らせるための機動部隊として、フランク・メッセルヴィ大佐率いるガゼレ部隊（Gazelle Force）が結成された。1月30日午後、同部隊はケレンへの道路を撤収していく敵の追跡を命じられた。
イギリス軍がケレンに到達すると、第2エリトリア師団司令にして旅団長のニコランジェロ・カルニメオは北に位置する第5および第44植民地旅団を吸収した。第42旅団はアゴルダトからケレンにほぼ完全に到着し、そこで多大な犠牲に苦しむことになった第2旅団が再編成された。サヴォイア特殊連隊の第11連隊と第10サヴォイア特殊連隊の高山大隊は、アディスアベバからトラックで3日間無休で走り続けた後に到着し、その間にアディスアベバの予備隊からかつて召集された第11植民地旅団も配置された。一方、メテンマでの任務を断念した第6旅団もまたケレンに向かっていた。

## 戦闘

### 2月5〜8日

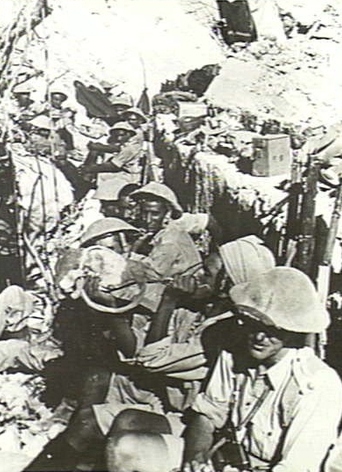
サンチル山を見渡す要塞の信号ポイントにいるインド兵

1941年2月1日午前8:00、ガゼレ部隊はケレンから60km地点にあるバルカ川を渡河する際、ムッソリーニ橋　(the Ponte Mussolini) が爆破され、その川へのアプローチに機雷が仕掛けられていたことで停止させられた。翌日の正午までに彼らは渡河し、ケレンから約6kmのところにあるドンゴラース峡谷にて停止するまで、アスキデラ渓谷に至ったが、張り出した険しい岩山を吹き飛ばし谷を岩石で埋め尽くしたイタリア軍により、道は塞がれていた。
第11インド人歩兵旅団 (第4インド人師団) は2月3日に到着してその翌日に偵察、2月5日に谷の左側を攻撃した。2月6日/ 7日夜、女王陛下のキャメロン・ハイランダーズはサンチル山の前にあるfeature 1616と呼ばれる尾根の頂上まで交戦し、第14パンジャーブ連隊がこれを通過してBrig's Peakに進軍した。インド兵らは第65歩兵師団"Granatieri di Savoia (サヴォイアの擲弾兵)"の部隊の反撃に遭い、第1大隊および第6ラージプタナ銃隊により整備されていたキャメロン・リッジに向かって後退させられた。その尾根は前にサンチル山、左手にサンマナ山、後方からはアスキデラ渓谷沿いの他の山々に見下ろされていた。頻発する攻撃を受け、食糧・水・弾薬を500メートルも上の丘に輸送せねばならなかったにもかかわらず、キャメロン・ハイランダーズとラージプタナ銃隊はしがみ付き、剥き出しの地形を越えた。
2月6日までには第5インド人歩兵旅団 (第4インド人師団)が到着し、翌日に峡谷の東にあるドロゴロドクを攻撃、ハッピー渓谷を通って右回りに輪状になり、南東からアックアの鞍部 (Acqua Col) に向かいゼレレ山とファレストー山に合流するよう攻撃した。2月7日夜、第4大隊および第6ラージプタナ銃隊の1個中隊は、弾薬が底を尽き低地へ追い返された時の午前4時半までに鞍部を占拠した。2月8日、その日の大半を迫撃砲と重火器の攻撃下で過ごした彼らは、攻撃開始地点へ撤退した。

### 2月10〜13日
2月10日午後、第1パンジャーブ連隊はBrig's Peakを攻撃し、その翌朝までにサンチル山の頂上に進軍した。物資や弾薬、負傷者を扱い運ぶために人手が必要だったことは、その機能を維持するために2個小隊がいるのみであることを意味した。終日続いた重砲撃と迫撃砲に耐えた後、サヴォイアの擲弾兵からの断固たる反撃により、彼らは重い犠牲を出しながらサンチル山とBrig's Peakから追い出された。攻め手は再度、キャメロン・リッジにて決死の防衛に投げ出された。サンチルの重要な観測所の維持にパンジャーブが失敗したにも関わらず、2月12日に計画されたAcqua Colへの再攻撃は敢行された。第5インド人歩兵師団の第29インド人歩兵旅団はバレンツ (エリトリア)から前線に送られ、ノエル・ベレスフォード＝パース少将指揮下に入って突破口を利用するための準備を始めた。午前5:30、集中した迫撃砲の弾幕射撃に支援され、第6ラージプタナ銃隊は再び経路を先導した。en:Richhpal Ramは運悪く、山頂に着いたところで足を吹き飛ばされ、その直後に致命傷を負った。鞍部での彼の功績に対し、彼は死後にヴィクトリア十字章を授けられた。第11シク連隊はAcqua Colの側面周辺で押し上げたが攻撃は完遂されず、キャメロン・リッジでの苦境に立たされた防衛を強化すべく流用された第5マラーター軽歩兵隊から来たかもしれない更なる影響を欠いていた。
プラット中将はケレンでの更なる攻撃の前に進軍中断、立て直し、そして訓練することを決めた。新たな攻撃のための補給物資を持ち出す道路輸送を自由にするため、第5インド人歩兵師団は準備が完了し攻撃のために師団を再度前進させることができるまで、集中訓練期間のため鉄道基地により維持されることが可能なカッサラに戻った。ケレンへのイタリアの補強線に脅威を与えるため、第1騎兵隊 (スキナー騎兵隊)と機関銃メーカーの殆どはアレッサとメンデフェラの手前に集合した。紅海沿岸のエリトリア国境を越えた後、第4インド人歩兵師団の第7インド人歩兵旅団2個大隊と自由フランスの2個大隊はカロラを占拠し、クブクブ　(Kubkub) 奪取のため南へ向かった。2月下旬、自由フランスオリエント旅団の進軍する大隊はクブクブを占領して、フランス本国の降伏以来初めて枢軸国に参戦したフランスの部隊となった。3月1日、英仏の大隊はケレン北東24kmほどのMescelit 山道を切り抜けた。大隊はケレンの守備隊を占拠するための第三の潜在的な攻撃方向を提供し、沿岸のマッサワに脅威を与え、貴重な予備部隊をそこに釘付けにした。

#### 攻撃計画

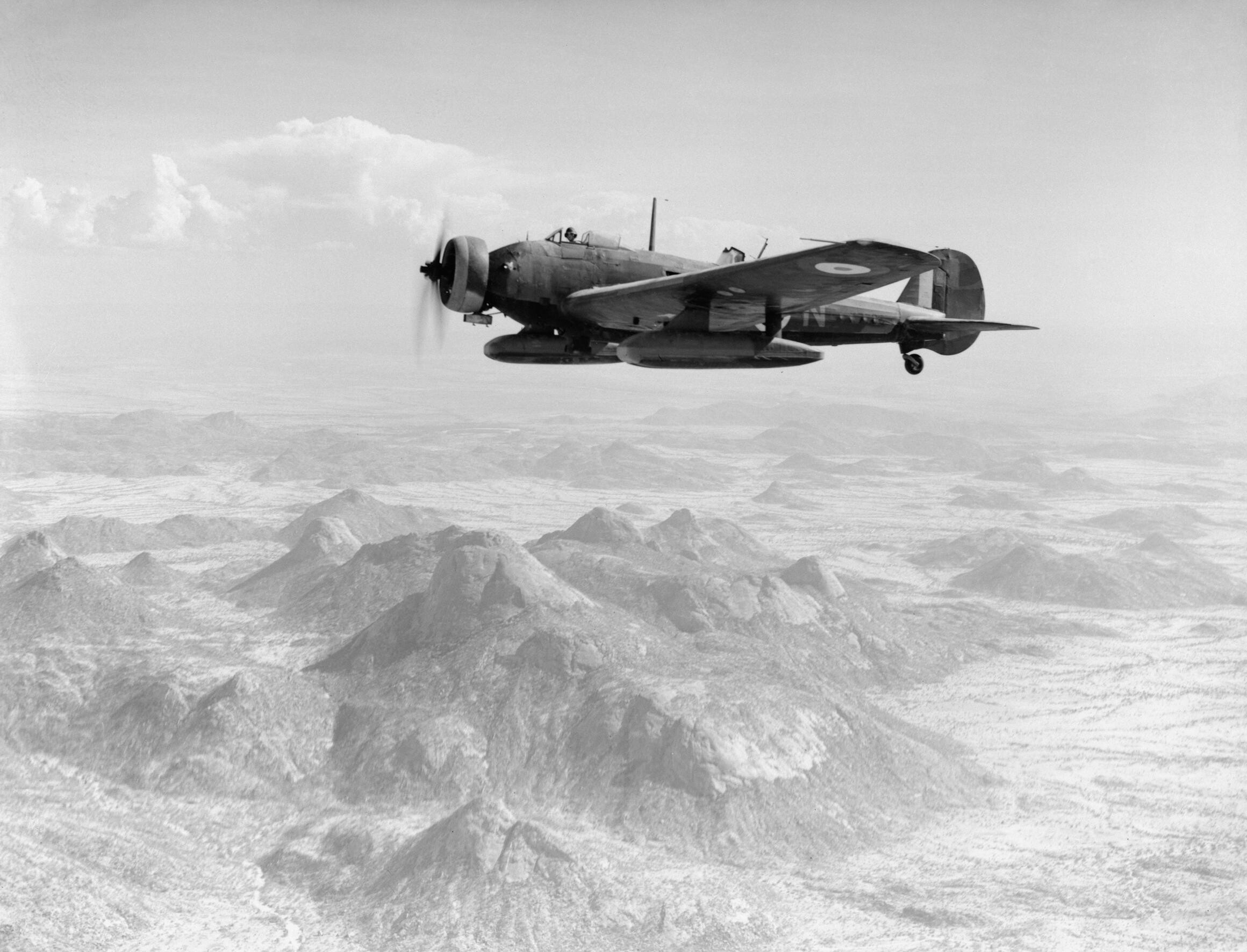
アゴルダトからケレンの爆撃任務に向かうビッカース ウェルズレイ

戦場は峡谷のサンチル側に集中したパース少将の第4インド人歩兵師団と、カッサラから再度進撃したハッピー峡谷側のルイス・ヒース少将の第5インド人歩兵師団の本格的作戦の為に整えられた。ケレン守備隊はメテンマから到着した第6植民地旅団と、サヴォイア投擲兵の第11黒シャツ大隊により補強された。守り手は今や2万5千に上り、1万3千以上に膨れ上がった攻め手に対峙していた。パース少将は指揮下の5個大隊に拡大した第11インド人旅団をサンチル山塊の峰々に、第5旅団を前線左のサンマナ山に出撃させた。第5師団の戦線では、ドロゴロドクでのイタリア軍の増援が守備隊によりハッピー峡谷が支配されたことを意味し、攻め手の砲兵隊は谷の前方位置から安全な場所に撤退せざるを得なくなった。
砲兵隊無しでは、ドロゴロドクの補給線を脅かすためにAcqua Col を通じて側面迂回を続けることは最早実用的とは看做されなかった。その代わり、ヒース少将はドロゴロドク要塞を彼の第5インド人歩兵師団の重要目標にすることを決定した。要塞を確保することで、攻撃部隊に峡谷の両側からの直接砲撃のための砲兵観測所を与えるのみならず、ドロゴロドク山塊の反射面　(砲撃を受けていなかったため、守備隊にとって物資や予備軍の退避所となっていた) を直接砲撃に晒す。両攻撃は3月15日に次々と実行される予定であったため、それらの予備砲撃のために全軍の砲兵隊が展開された。プラット中将は3月14日の最終会議で、
これが楽勝だとは誰も思ってはならない。そうではない。血塗れの戦いになるだろう、敵も地面も血みどろの。長く持ち堪えた側が勝利する。私は諸君等が彼等より長く耐えると確信している。そして私が敵よりも長く持ち堪えると諸君等に約束しよう。
と発言した。

### 3月15〜27日
3月15日午前7:00、イギリス軍第4インド人歩兵師団はキャメロン・リッジからサンチル、Brig's Peak、Hog's Back、そしてサンマナ山に向かい突撃した。その夜、攻撃と反撃の満ち引きを繰り返した戦闘は双方に多大な犠牲者を負わせた。右手では、10:30に第5インド人歩兵師団がドロゴロドクへの攻撃を開始した。第2ハイランド軽歩兵隊は低地の「ピンプル」と「ピナクル」への攻撃を先導したが、イタリア守備隊が第11旅団の攻撃を破ったサンチル山から見渡す砲火のため、日中は全く進展がなかった。彼らは制圧射撃に晒され、夜の闇が撤退の機会を与えるまで犠牲と無補給に苦しんだ。その夜の月光により、ドロゴロドクへの攻撃は近々昇進したメッセルヴィ准将が指揮する第9旅団により再開された。ヒース少将とメッセルヴィ准将は、ピンプルとピナクルへの付近の2個大隊による攻撃を計画し、第3の大隊は通過して要塞を攻撃する準備ができていた。マラーター軽歩兵隊によるその夜のピナクル占領は、デニス・リード中佐により指揮された。
 第二次世界大戦の傑出した小行動の一つであり、その結果において決定的であり、その達成において大変なるものであった（中略）翌朝メッセルヴィはリードとマラーター部隊を祝福するためにピナクルに登り、どのように彼等が猛烈な敵に対してその装備と共に登ることが出来たのか不思議に感じていた（中略）彼が頂上で彼等を見た時、彼はその功績の輝きに圧倒され、闘争的な琥珀の目に涙を浮かべた。
3月16日未明、ドロゴロドク要塞守備隊はピナクルとピンプルに対し数時間に亘って反撃した。要塞守備隊は消耗させられ、反撃の間に第2ウエスト・ヨークシャー連隊が不可能と見られたknife-edgeを乗り越えて守備隊を驚かせた。40名の捕虜を含む断固たる防衛戦の末、要塞は6:30までに占領された。最終的に、プラット中将は非常に必要とされていた砲撃観測地を得た。
3月16日を通して、イタリア側は反撃した一方、第29旅団は、猛暑、激戦、無補給に晒された一日の後、3月17日の日没後に放棄された、ファレストーとゼバンへの攻撃に夕方失敗した。その次の10日間、三方向を敵に晒されたドロゴロドク要塞の第5インド人師団拠点は、熾烈な戦闘に晒され、イタリア軍は更なる新部隊を投入したが、拠点の奪還には失敗した。
サンチル山の第4インド人師団は、指揮下の第10インド人歩兵旅団と共に無駄骨を折続けた。3月17日夜、多くの犠牲に苦しんだため、彼等はサンチル山とBrig's Peakの斜面から撤収し、第10旅団は再編成のために第5インド人師団に戻った。第4インド人師団はHog's BackとFlat Topを保持し続けた。次の3日間では、イタリア軍は峡谷の両側で反撃を続け、絶望的な、しばしば至近距離での戦いを引き起こした。

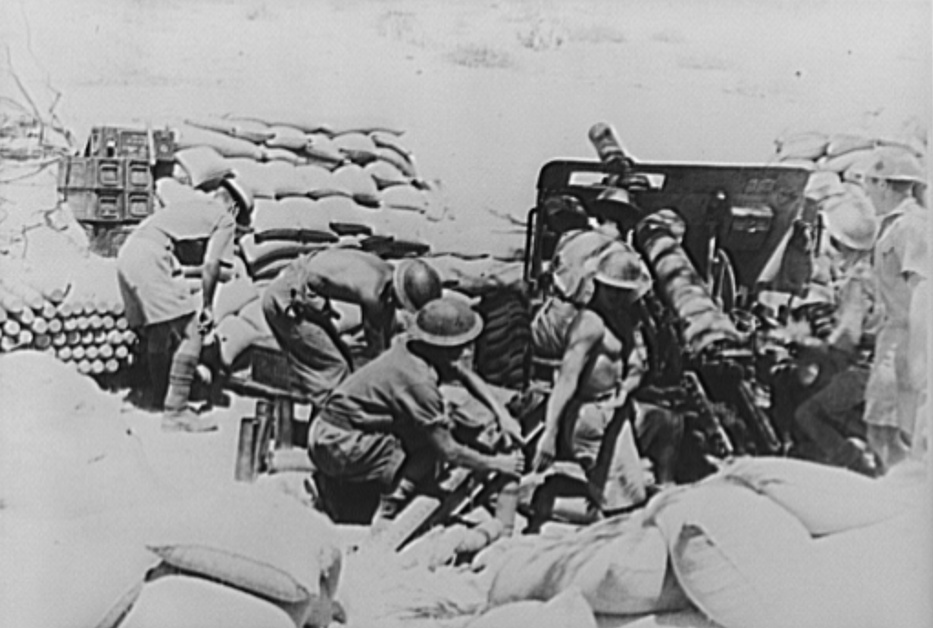
作戦中のインド兵

プラット中将は再び攻撃する前に部隊を再編成そして集結させることを決め、ガゼレ部隊を解散させ　(メッセルヴィは第9インド人旅団を引き継いだ) 、アゴルダトで掃討戦をしていた第5インド人歩兵師団を前線に送った。3月1日には、北からBriggsの部隊が到着したことで、彼の統括部隊が拡大された。大攻勢のための迫撃砲を欠いていたが、その部隊はケレン守備隊のかなりの戦力を排除した。これは南西から乗り出していたプラット中将の主要な攻撃を支援した。Briggsの部隊は東のマッサワにとっての脅威ともなり、イタリア軍に海岸での予備部隊の維持を強いた。
プラット中将と彼の指揮官はドンゴラース峡谷を通って最終攻撃の実行を決定した。その物理的な防御上の優位のため、イタリア軍がその防御を軽視しているかもしれないとヒースは思った。3月16日あるいは17日の夜、護衛された工兵は道路ブロックを偵察し、それを排除するために作戦を始めようとした。これはイタリア軍の防御線からの攻撃により失敗した。その情報はヒース少将に、峡谷の要はサンチル山ではなく障害物を見下ろす二つの小さな地形　(Railway Bumps) であり、キャメロン・リッジの下のトンネルから鉄道線に沿い、より少ない敵の抵抗の下に接近することを決めさせた。
峡谷の頂上でのイタリア軍への攻撃は、迫撃砲や機関銃の射撃から解放され道路を開通させるため、工兵と炭坑作業員に彼等が必要とした48時間を与えるために計画された。その計画は、第10インド人旅団が峡谷に進軍する傍ら、ドロゴロドク要塞の陣地を守っていた第9インド人旅団が峡谷の遠端を見下ろす三つの小さな丘を占拠、第29旅団はケレンを見下ろしアスマラへの道路を防衛していたゼバン山とカナバイ山占領のために攻撃することであった。トーマス・ワインフォード・リースが第10インド人旅団の指揮官に任じられ、彼の先任者バーナード・キャンプベル・フレッチャー中佐は中央インド騎兵と六台のマチルダII歩兵戦車から成る機動部隊、フレッチャー隊を編成するために任を解かれ、その部隊は峡谷で突破口を開いてイタリア守備隊の背後に素早く移動し、予備軍を攻撃するために使われた。
3月24日、陽動攻撃がサンチル山で実行され、深夜直前にはドロゴロドク要塞のウエスト・ヨークシャー連隊と第5マラーター軽歩兵隊が峡谷を見下ろす低い丘を占拠するため移動した。連隊は無抵抗の中で丘を確保したが、軽歩兵隊はイタリアの塹壕による抵抗に遭った。7:30までには三つの丘は占領され、峡谷の南東側の防衛線は沈黙した。
3月25日3:00、第2ハイランド軽歩兵隊と第10バルーチー連隊は、峡谷に向かって工兵と炭坑作業員により事前に開かれた鉄道トンネルのシェルターから進軍した。百門の迫撃砲の砲撃がサンチル山の尾根に降り注いだが、峡谷での奇襲攻撃は成功し、イタリア守備隊はサンチル山に集中した。第2パンジャーブ連隊は峡谷を一掃するためバルーチー、ウエスト・ヨークシャー両連隊の間に進軍した。5:30までには、Railway Bumpsと目標の大半が占領され、守備隊は峡谷へ銃撃する拠点をもはや持たなかった。
サンチル山とドロゴロドクでの戦闘が続いた間も、工兵と炭坑作業員は道路上で作業に従事した。3月26日正午までには、彼等は峡谷を通る道路を修復した。
3月27日未明、イギリス砲兵隊はゼバン山とファレストー山に入った。第29旅団は4:30の攻撃のために第9インド人旅団を通過したが、イタリア守備隊が撤収したことに気付いてファレストーの尾根と二つのゼバン山頂を抵抗を受けずに占拠した 。イタリア軍の拠点は維持出来ず、夜明けまでにイギリス空軍は、守備隊がケレンからアスマラへ道路沿いに退却していることを報告した。サンチル山尾根の守備隊は運に恵まれず、サヴォイア投擲兵は孤立させられ、降伏以外に選択肢は無かった。10:30までケレンにいたフレッチャー隊は、アスマラへの道路沿いにイタリア軍を追跡するために送り出された。

## 余波

### 分析

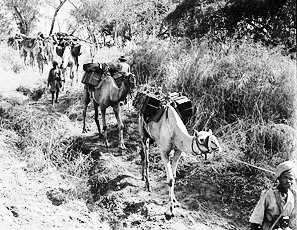
ラクダで物資を輸送するエチオピア人　(1941年1月22日)

3月27日、アスマラとマッサワへの道路が開かれ、ウェーベルは第4インド人師団をポートスーダンに移動させ、エジプトに輸送するよう命令することができた。4月11日、アメリカ合衆国大統領フランクリン・ルーズベルトは、中立法の下での戦闘区域としての紅海の地位を撤廃し、米国商船に自由に中東への物資輸送のためにその航路を使わせた。

### 犠牲者
1948年の第4師団の経歴の中で、スティーヴンは全体の約10%に当たる3273名の犠牲者を出した、とした。1951年にはマッキンゼーが、戦闘の最終段階でイタリア軍は約5000の損耗人員のうち1135名が戦死したと書いた。1954年にはイギリスの歴史学者プレイフェアが、イタリア軍と王立エリトリア植民地軍は約3000の犠牲を出したと記録した。
1993年のRaughは、イタリア兵約3000が戦死し、イギリス軍の損害は戦死者536名と負傷者3229名だったと著した。Bruttini と Puglisiの非公式の審査　(1957年) では、イタリア兵約3000が戦死、約4500が傷病、エリトリア植民地軍約9000が戦死、20000近くが負傷し、合計で12147が戦死、21700が負傷とした。

### マッサワ

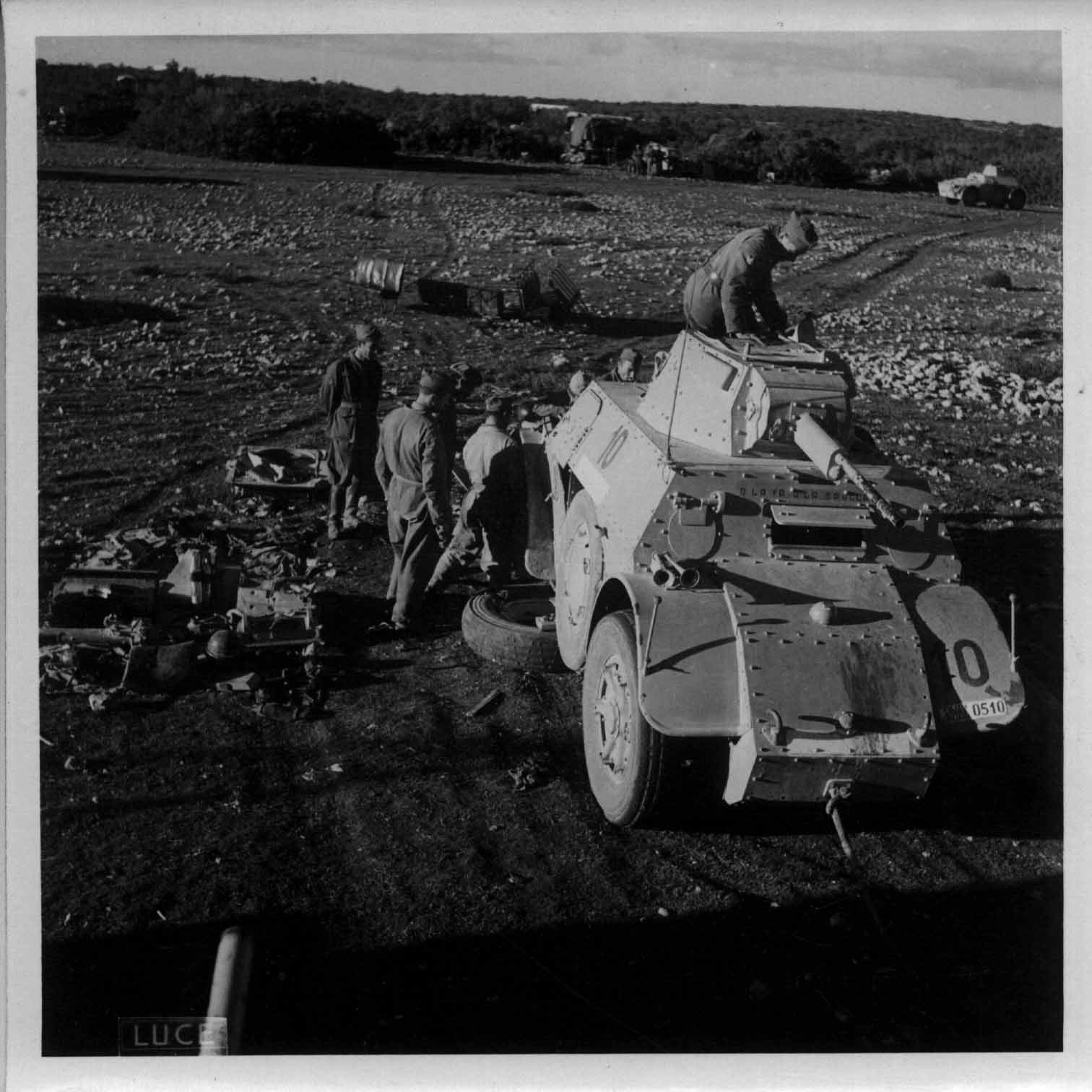
AB 41を修理するイタリア兵

イタリア紅海艦隊並びにマッサワ守備隊司令マリオ・ボネッティ海軍少将は、港を守るための兵力10000と約100両の戦車を有していた。3月31日の夜中、マッサワの最後の6隻の駆逐艦のうち3隻がスエズ湾を襲撃して自沈するために出港したが、レオーネ　(Leone) が翌朝座礁して沈没し、襲撃は中止された。4月2日、最後の5隻の駆逐艦はポートスーダンを攻撃し、自沈するために出発した。ヒース少将は最後の申し出の電話をボネッティ少将にかけ、降伏することと自沈艦で港を塞がないように伝えた。もしこれが拒まれていれば、イギリスはエリトリアとエチオピアのイタリア国民を放置して自活させていただろう。第7インド人歩兵旅団はアドワとアディグラトに小さな部隊を派遣し、残りの部隊は80kmで2100mを下降するマッサワ街道を進み、国を横断してきたBriggs部隊と4月5日までにマッサワで合流した。
ボネッティ少将は降伏するよう求められたが再度拒絶し、4月8日、第7インド人歩兵旅団による攻撃は撃退された。第10インド人歩兵旅団とB騎兵大隊第4王立戦車連隊の戦車による同時攻撃は西側の防御を撃ち破った。自由フランス軍は南西の防衛線を制圧し、MonteculloとUmberto要塞を占拠、4月7日にはイギリス空軍がイタリア砲兵隊の拠点を空爆した。第13外人准旅団のラウル・マグラン＝ヴェルネレイはイタリア海軍本部を占領してボネッティ少将の降伏を受諾し、9590名の捕虜と127丁の銃を得た。港は北の海軍港、中央の商業港、主要な南港の出入口にて、二台の乾ドック、16隻の大型船、浮クレーンが沈んだ残骸で封鎖されていることが判明した。イタリア軍も出来るだけ多くの装備を水中に投棄していた。イギリスは4月27日にマッサワ・アスマラ間の鉄道を再開し、5月1日までにはその港は第5インド人師団を補給するために使われ始めた。イタリア軍の降伏はエリトリアでの組織的抵抗に終止符を打ち、紅海での船舶輸送への脅威を終わらせるという戦略目標を果たした。